# Wipperfürth
Wipperfürth – miasto w Niemczech, w kraju związkowym Nadrenia Północna-Westfalia, w rejencji Kolonia, w powiecie Oberberg. Według danych na rok 2010 miasto liczyło 23 186 mieszkańców.